# Тишино (Калининградская область)
Тишино — посёлок в Багратионовском городском округе Калининградской области России.

## История
Населённый пункт относился к Натангии, исторической области, завоёванной Тевтонским орденом.
Основан в 1365 году и назывался Абшванген.
С 7 мая 1874 года Абшванген являлся центром сельской общины Абшванген. В 1910 году в ней проживало 533 человека, в 1933 году — 574 человека, в 1939 году — 608 человек.
Во время Первой мировой войны, 29 августа 1914 года, в населённом пункте произошла Абшвангенская резня.
В 1945 году по результатам Второй мировой войны посёлок вошёл в состав РСФСР. В 1946 году Абшванген был переименован в Тишино.
С 30 июня 2008 года по 18 октября 2016 года Тишино входило в Гвардейское сельское поселение Багратионовского района. После объединения сельских поселений Багратионовского района — в составе Багратионовского городского округа.

## Население
| 2002 | 2010 |
| ---- | ---- |
| 438  | ↗453 |

## Достопримечательности
В посёлке расположена кирха, построенная в 1365 году, которая является памятником регионального значения. Кирха была перестроена в 1858 году. В 2010 году она была передана в собственность РПЦ.
Рядом с кирхой расположено кладбище, на котором захоронены два воина Русской императорской армии и 47 гражданских лиц, погибших в августе 1914 года.
29 августа 1925 года в Абшвангене был открыт памятник павшим в Первую мировую войну. До настоящего времени памятник не сохранился.